# Grotta di Milarepa
La grotta di Milarepa o Namkading Cave è una grotta dove il grande filosofo buddista tibetano Milarepa (1052-1135) ha passato parecchi anni della sua vita nell'XI secolo.

## Descrizione
Si trova 11 km a nord della città di Nyalam (Tsongdu), sotto la strada e sopra il fiume Matsang, nello Xian di Nyalam, in Tibet a circa 4500 metri di quota.. Nelle vicinanze è stato eretto un piccolo tempio (Gompa): il Pelgye Ling Gompa
Esiste un'altra grotta associata a Milarepa che si trova in Nepal sull'Annapurna Circuit a circa 4000 m, nelle vicinanze della città di Manang.
La grotta ed il Pelgye Ling gompa sono il soggetto di un lavoro fotografico di Richard Gere, del 1993, dal titolo:
Milarepa's Cave, Nyelam Pelgye Ling Temple, Tibet.